# Tionne Watkins
Tionne Watkins, även känd som T-Boz, född 26 april 1970 i Des Moines, var medlem i den populära gruppen TLC under 1990-talet. Hon var medlem i 2nd Nature tillsammans med Lisa Lopes (en annan TLC-medlem, mer känd som Left-eye) och Crystal Jones, men Lopes och Watkins kände att det inte fungerade med Jones i gruppen. Jones ersattes av Rozonda Thomas (Chilli) och tillsammans blev de TLC. 
I mitten av 90-talet började Watkins på en solokarriär. Hon släppte ett par singlar och sjöng även in en soundtrack-låt. Då hon lider av sicklecellanemi så startade hon en donationskampanj för att kunna samla in pengar till forskningen av sjukdomen som hon lider av – det är få som överlever den, och med hjälp av forskning kan man utveckla medicin. Hon tillbringade den mesta tiden på sjukhus, men blev några år senare mycket bättre och fortsatte att sjunga (och dansa) tillsammans med de andra två gruppmedlemmarna, trots att hennes läkare sa att hon inte skulle kunna göra något sådant längre.
2002 gifte Watkins sig och i oktober samma år fick hon och hennes man en dotter.

## Filmografi
- 1994 – House Party 3